# Království na konci cesty
Království na konci cesty (švédsky Riket vid vägens slut, anglicky The Kingdom at the End of the Road) je kniha a poslední (třetí) díl Křižácké trilogie švédského spisovatele Jana Guilloua. Kniha se odehrává na přelomu 12. století a 13. století a sleduje osudy fiktivní postavy Arna Magnussona od roku 1192 až do jeho smrti. Poprvé vyšla ve Švédsku v lednu 2000. Celé Křižácké trilogie se prodalo více než 2 milióny výtisků a byla přeložena do více než 10 jazyků (angličtina, bulharština, čeština, dánština, nizozemština, estonština, finština, italština, katalánština, němčina, norština, polština, portugalština, španělština).

## Vydání v češtině
- Království na konci cesty. Praha : Argo, 2011. 408 s. ISBN 978-80-257-0446-2.

## Filmové zpracování
Všechny tři díly Křižácké trilogie byly zpracovány ve filmech Arn – Templář (Arn - Tempelriddaren, 2007) a Arn – Království na konci cesty (Arn - Riket vid vägens slut, 2008). Hlavní roli Arna Magnussona ztvárnil v obou filmech švédský herec Joakim Nätterqvist.